# Grönländische Badmintonmeisterschaft 2023
Die Grönländische Badmintonmeisterschaft 2023 fand vom 4. bis zum 8. April 2023 in Nuuk statt.

## Sieger und Finalisten
| Disziplin    | Gold                                    | Silber                                   |
| ------------ | --------------------------------------- | ---------------------------------------- |
| Herreneinzel | Jens Frederik Nielsen                   | Frederik Elsner                          |
| Dameneinzel  | Sara L. Jacobsen                        | Tina Amassen Rafaelsen                   |
| Herrendoppel | Sebastian Bendtsen Toke Ketwa Driefer   | Julian Arleth Maluk Christoffersen       |
| Damendoppel  | Tina Amassen Rafaelsen Cecilia Josefsen | Emilie Sørensen Thrune Amassen Rafaelsen |
| Mixed        | Maluk Christoffersen Emilie Sørensen    | Jens Frederik Nielsen Susanne Wallbohm   |